# تفجير مهاباد 2010
تفجير مهاباد 2010 هو تفجير وقع في 22 سبتمبر 2010 في مدينة مهاباد شمال غربي إيران، أثناء عرض عسكري عقد بمناسبة الذكرى الثلاثين لاندلاع الحرب العراقية الإيرانية، التي تصفها إيران بـ «الدفاع المقدس». أسفر التفجير عن مقتل 12 شخصا من المدنيين وإصابة العشرات بجروح مختلفة. أعلنت إيران الحداد لمدة ثلاثة أيام في مهاباد.
لم تعلن أي جهة مسؤوليتها عن الهجوم لكن نسبته السلطات الإيرانية إلى «اعداء الثورة».

## الهجوم
في 22 سبتمبر 2010 عند الساعة العاشرة و20 دقيقة من صباح اليوم وقع انفجار خلال عرض عسكري في مدينة مهاباد شمال غربي إيران في مراسم إحياء الذكرى الثلاثين للحرب العراقية الإيرانية التي اندلعت في مطلع ثمانينيات القرن المنصرم، وقد تصفها إيران بـ «الدفاع المقدس» وتقيم سنويا مراسم خاصة تستعرض فيها قدراتها العسكرية. وقع التفجير على بعد 50 مترا من المنصة الرسمية وبواسطة عبوة ناسفة كانت مخبأة في حقيبة تم وضعها بين حشود المواطنين الحاضرين الذين كانوا يشاهدون العرض العسكري.

## الخسائر البشرية
أدى التفجير إلى سقوط 12 قتيلا، وجرح العشرات، غالبيتهم من الأطفال والنساء الحاضرين.
ولم يصب أي من القوات المحلية. وقد تم نقل اثنين من الجرحى إلى مدينة أرومية بسبب تدهور وضعهم.

## المشتبه بهم
نسبت السلطات الإيرانية الاعتداء إلى «اعداء الثورة». واتهم محافظ أذربيجان الغربية المتمردين الأكراد بالوقوف وراء التفجير وذلك من أجل «زعزعة الأمن في إيران واثارة الاضطرابات». وقد رجح بعض خبراء إيرانيون احتمال وقوف حزب الحياة الحرة الكردستاني المعروف اختصارا بـ«بيجاك» وراء الهجوم.
أعلن قائد مقر حمزة سيد الشهداء، العميد عبد الرسول محمود آبادي، أنه في يوم 3 أكتوبر، قُتل 30 من منفذي التفجير على أيدي القوات الايرانيه في مهاباد. واضاف أن واحدًا أو اثنين من العملاء ما زالوا هاربين.
وفي مايو 2014 أصدرت وزارة الاستخبارات الإيرانية، بيانًا أعلنت فيه اعتقال ثلاثة من الاشخاص الضالعين في تفجير مهاباد. واشارت إلى اعترفهم بأنه تم تدريبهم وتجهيزهم وتمويلهم من قبل عناصر حزب الكوموله.